# Aeschynomene graminoides
Aeschynomene graminoides är en ärtväxtart som beskrevs av Gwilym Peter Lewis. Aeschynomene graminoides ingår i släktet Aeschynomene och familjen ärtväxter. Inga underarter finns listade i Catalogue of Life.